# Муталов, Минниахмет Гильмитдинович
Минниахмет Гильмитдинович Муталов (баш. Миңлеәхмәт Ғилметдин улы Моталов; 1928—2012) — геолог, геохимик. Кандидат геолого-минералогических наук (1961), профессор (1994), член Союза журналистов Республики Башкортостан и Российской Федерации, член-корреспондент Информагентства РБ.

## Краткая биография
Муталов Минниахмет родился 19 марта 1928 года в деревне Янтышево Зилаирского кантона Башкирской АССР (ныне Хайбуллинского района Башкортостана).
1953 году он заканчивает геолого-разведочный факультет Московского института цветных металлов и золота имени М. И. Калинина.
С 1954 по 1991 годы являлся научным сотрудником в системе Академии Наук СССР.
В период с 1978 года по 1982 год преподавал в Уфимском филиале Московского технологического института.
C 1985 года по 1991 год работал преподавателем Уфимского нефтяного института.
В период с 1992 по 1996 годы работал ведущим редактором издательства «Башкирская энциклопедия», был руководителем отдела географии и геологии.
В 1998 году награждён Почётной грамотой Республики Башкортостан «За многолетнюю добросовестную работу по подготовке высококвалифицированных кадров в сфере высшего образования».

## Научная деятельность
М. Г. Муталов является одним из первых инициаторов комплексного использования и резкого расширения научных исследований (принято два постановления бюро обкома КПСС в 1962 и 1975 годах) и строительства безотходного химико-металлургического комбината в центре размещения медно-колчеданных месторождений республики.
Минниахмет Гильмитдинович является автором свыше 70 научных и 7 научно-популярных трудов. Он также занимался систематизацией данных по геохимии и минералогии.

### Опубликованные труды
- Тылсымлы минералдар. Өфө: Китап, 1980;
- Волшебные минералы. Уфа, 1988;
- Цветные и облицовочные камни Башкирии. Уфа: Башк.кн.изд-во, 1986 (соавт.);
- Правда и легенды о камнях уральских. Уфа: Башк.кн.изд-во, 1992. — 176с.;
- Корифей нефтяной геологии. Уфа: Китап, 2001. — 184 с., илл.
- Башкирские рудопромышленники Тасимовы. Уфа: Гилем, 2010. — 408с. (соавт.);
- Благодарю судьбу: Общественно-политическое издание. Уфа: Китап,2011.-400с.:ил.